# Coleophora ononidella
Coleophora ononidella é uma espécie de mariposa do gênero Coleophora pertencente à família Coleophoridae.